# جبل ماريفليس
جبل ماريفليس (بالإنجليزية: Mount Mariveles)‏ هو بركان خامد وأعلى نقطة في مقاطعة باتان في الفلبين. تشكل ماريفليس وجبل ناتيب المجاور 80.9 في المائة من إجمالي مساحة الأراضي في المقاطعة. يقع الجبل والأقماع المجاورة مقابل مدينة مانيلا عبر خليج مانيلا، مما يوفر أجواء جميلة لغروب الشمس الذي يمكن رؤيته من المدينة.